# Eduardo Támaro
Eduardo Támaro y Fabricias (Barcelona, 1845-Barcelona, 1889) fue un arqueólogo, historiador y jurista español.

## Biografía
Nació en 1845 en Barcelona. Licenciado en derecho civil y canónico, fue socio corresponsal de las sociedades arqueológicas Tarraconense y de la Luliana de Palma de Mallorca, además de presidente de la Asociación Catalanista de Excursiones Científicas. Colaboró en los periódicos La Dinastía y en La Renaixensa y fue redactor de La Ilustració Catalana.
En 1887 le fue premiada por la sociedad La Juventud Católica una Ressenya historica de la erecció á sede episcopal de Barcelona y de las visisituts del temple catedral. En 1882 publicó una Guía histórico-descriptiva de la iglesia catedral de Barcelona, que constaba de 79 págians en 4.° menor con grabados y láminas sueltas y que fue impresa en la Tipografía Católica, de Barcelona. En el certamen literario celebrado en Manresa en 1883 obtuvo premio por la Monografía de la Seo de Manresa, publicada en el volumen de composiciones de dicho certamen. Fue autor de una traducción al catalán de la primera parte de El Quijote, publicada en 1882. Falleció en Barcelona en marzo de 1889.